# 克里斯蒂娜 (蒙大拿州)
克里斯蒂娜（英語：Christina）是位於美國蒙大拿州弗格斯縣的非建制地區。

## 歷史
克里斯蒂娜的郵局於1885年至1886年、1899年至1907年、1914年至1985年三度設立和停運。

## 地理
克里斯蒂娜所處的海拔為高於海平面1090米（即3576英呎），而該地所採用的時區為UTC-6，即北美山地時區（MST）。同時該地設有夏令時間，為UTC-7調快一小時，即UTC-6（MDT）。